# کارلوس کیرمایر
 کارلوس کیرمایر (انگلیسی: Carlos Kirmayr؛ زادهٔ ۲۳ سپتامبر ۱۹۵۰) یک تنیس‌باز اهل برزیل است. 